# Солнцева, Римма Гавриловна
Римма Гавриловна Солнцева (9 февраля 1930 — 20 сентября 2017) — советская и российская актриса, театральный педагог, режиссёр-постановщик. Заслуженная артистка Латвийской ССР (1967), Заслуженный деятель искусств Российской Федерации (2009).

## Биография
Окончила Школу-студию МХАТ (1953, мастерская В. О. Топоркова). Играла в театрах Калинина, Омска, на протяжении многих лет — в рижском Театре русской драмы. Среди основных ролей — Корделия («Король Лир», У. Шекспир), Луиза («Коварство и любовь» Ф. Шиллер), Шурка («Егор Булычов и другие» М. Горький), Таня («Таня» А. Арбузова), Аглая («Традиционный сбор», В. Розов). Эпизодически снималась в кино («Перевод с английского», 1972).
С 1969 года преподает «мастерство актёра» в Высшем театральном училище им. М. С. Щепкина. За годы педагогической деятельности она поставила более 25 спектаклей и воспитала около 300 учеников. Важную роль Солнцевой в своём профессиональном становлении отмечали Анна Фроловцева, Дмитрий Харатьян, Андрей Чернышов, Алексей Серебряков, Оксана Мысина, Анатолий Пашинин. В числе воспитанников Солнцевой Владимир Богин, Валерия Федорович, Владимир Борисов, Евгения Глушенко, Светлана Аманова, Лариса Гребенщикова, Александр Клюквин, Наталия Кутасова, Любовь Селютина, Наталья Вдовина, Анна Каменкова, Сурен Хугаев, Ольга Шебуева, Аслан Таугазов, Егор Бероев, Тимофей Трибунцев, Алексей Дубровский, Андрей Перевалов, Елена Лядова, Евгения Дмитриева, Виктория Тарасова, Денис Матросов, Андрей Кайков, Алла Юганова, Илья Древнов, Ольга Хохлова, Дарья Мельникова, Екатерина Молоховская и многие другие.

## Награды и звания
- Медаль ордена «За заслуги перед Отечеством» II степени (29 июля 1997 года) — за заслуги перед государством, большой вклад в укрепление дружбы и сотрудничества между народами, многолетнюю плодотворную деятельность в области культуры и искусства[9].
- Заслуженный деятель искусств Российской Федерации (9 декабря 2009 года) — за большой вклад в развитие отечественной культуры и подготовку высокопрофессиональных специалистов в области театрального искусства[10].
- Заслуженная артистка Латвийской ССР (1967).
- Лауреат премии имени М. И. Царёва Союза театральных деятелей РФ в номинации «За успешное воспитание актёрской смены».